# Désiré Segbé Azankpo
Désiré Segbé Azankpo (Allahé, 6 maggio 1993) è un calciatore beninese, attaccante del Cannes.

## Carriera

### Nazionale
Ha esordito in nazionale nel 2014. In seguito, nel 2019, ha partecipato alla Coppa d'Africa.